# Julia Šimić
Julia Šimić (Fürth, 14 maggio 1989) è un'ex calciatrice tedesca, di ruolo centrocampista.
Nella sua ultradecennale carriera ha giocato, oltre che in patria, dove ha conquistato un titolo di Campione di Germania e 4 Coppe, nei campionati inglese e italiano, concludendo la carriera in quest'ultimo indossando la maglia del Milan. Ha inoltre rappresentato il proprio paese nelle varie nazionali, dalle giovanili, conquistando un titolo europeo Under-19 a Islanda 2007, arrivando alla nazionale maggiore nel 2016.

## Biografia
È nata in Germania da madre tedesca e padre croato.

## Carriera

### Nazionale
Šimić inizia ad essere convocata dalla federazione calcistica della Germania (DFB) fin dal 2004, chiamata a rappresentare il proprio paese nelle nazionali giovanili, inizialmente con la Under-15, dove viene impiegata in un incontro amichevole.
Lo stesso anno viene inserita nella formazione Under-17, debuttando l'8 aprile nell'amichevole vinta 2-0 sulle pari età della Danimarca, giocando complessivamente 20 incontri fino al 2006, non avendo mai occasione di giocare un incontro ufficiale UEFA essendo il campionato europeo di categoria istituito ufficialmente solo nel 2008.
Con il superamento dell'età massima, nel 2007 viene convocata nella formazione Under-19, dove fa il suo debutto, ancora in amichevole, il 6 maggio, nell'incontro perso dalla Germania 2-1 con le avversarie dell'Italia. Grazie alla sua convincente prestazione il tecnico Maren Meinert la inserisce in rosa nella squadra impegnata nelle qualificazioni all'Europeo di Islanda 2007. Le fonti sono discordi nell'affermare il suo debutto in un torneo UEFA, dove il sito ufficiale UEFA la indica presente nell'incontro del 12 aprile 2007, valido per il secondo turno di qualificazione, dove la Germania supera per 6-0 le pari età dell'Ungheria, mentre quello ufficiale della federazione tedesca attesta il suo impiego solo dalla fase finale, nel primo incontro del girone A del 18 luglio 2007, Germania Danimarca 1-0. In quell'occasione Šimić gioca tutte le tre partite della fase a gironi, condividendo in seguito il percorso che porteranno la sua nazionale a vincere il quinto titolo battendo 2-0 l'Inghilterra nella finale del 29 luglio al Laugardalsvöllur di Reykjavík.
Meinert continua a concederle fiducia chiamandola anche l'anno successivo dalla fase di qualificazione all'Europeo di Francia 2008. Nuovamente la Germania accede alla fase finale ma il suo percorso viene arrestato in semifinale dalla Norvegia, la quale dopo aver terminato sull'1-1 tempi regolamentari e supplementari l'incontro del 16 luglio 2008, viene deciso in favore delle scandinave ai tiri di rigore.
Grazie del successo dell'Under-19 a Islanda 2007, la Germania ha avuto accesso al Mondiale del Cile 2008 con una formazione Under-20, ancora sotto la guida di Maren Meinert. Il tecnico chiama Šimić in due amichevoli preparatorie, debuttando con la nuova maglia della giovanile il 15 ottobre, 3-0 sulla Norvegia, per inserirla definitivamente in rosa per il torneo dove scende in campo fin dalla prima partita del gruppo C, il 20 novembre, nella quale le tedesche si impongono sul RD del Congo per 5-0. Šimić viene utilizzata in altre tre occasioni, ancora nella fase a gironi, vittoria 2-1 per il Giappone, nella semifinale persa 1-0 con gli Stati Uniti e nella finale per il terzo posto del 12 dicembre, conquistato battendo la Francia 5-3 e dove Šimić è autrice della rete che al 67' porta il parziale sul 4-1.
Tra il 2009 e il 2012 indossa in 6 occasioni, tutte in amichevole, la maglia della formazione Under-23, siglando anche una rete, mentre per la convocazione in nazionale maggiore deve attendere l'autunno 2016, chiamata nella neoinsidiata Steffi Jones nelle amichevoli del 22 e 25 ottobre vinte con lo stesso risultato, 4-2, rispettivamente con Austria e Paesi Bassi; quella fu l'ultima con la quale veste la maglia della nazionale tedesca.

## Statistiche

### Presenze e reti nei club
Aggiornate al 23 maggio 2021.
| Stagione               | Squadra                | Campionato             | Campionato | Campionato | Coppe nazionali | Coppe nazionali | Coppe nazionali | Coppe continentali | Coppe continentali | Coppe continentali | Altre competizioni | Altre competizioni | Altre competizioni | Totale | Totale |
| Stagione               | Squadra                | Comp                   | Pres       | Reti       | Comp            | Pres            | Reti            | Comp               | Pres               | Reti               | Comp               | Pres               | Reti               | Pres   | Reti   |
| ---------------------- | ---------------------- | ---------------------- | ---------- | ---------- | --------------- | --------------- | --------------- | ------------------ | ------------------ | ------------------ | ------------------ | ------------------ | ------------------ | ------ | ------ |
| 2005-2006              | Bayern Monaco          | BL                     | 16         | 7          | CG              | -               | -               | -                  | -                  | -                  |                    | -                  | -                  | 16     | 7      |
| 2006-2007              | Bayern Monaco          | BL                     | 16         | 3          | CG              | -               | -               | -                  | -                  | -                  |                    | -                  | -                  | 16     | 3      |
| 2007-2008              | Bayern Monaco          | BL                     | 15         | 4          | CG              | -               | -               | -                  | -                  | -                  |                    | -                  | -                  | 15     | 4      |
| 2008-2009              | Bayern Monaco          | BL                     | 17         | 8          | CG              | 1               | 0               | -                  | -                  | -                  |                    | -                  | -                  | 18     | 8      |
| 2009-2010              | Bayern Monaco          | BL                     | 21         | 7          | CG              | 2               | 0               | UWCL               | 7                  | 7                  |                    | -                  | -                  | 30     | 14     |
| 2010-2011              | Bayern Monaco          | BL                     | 20         | 5          | CG              | 4               | 2               | -                  | -                  | -                  |                    | -                  | -                  | 24     | 7      |
| 2011-2012              | Bayern Monaco          | BL                     | 4          | 1          | CG              | 1               | 0               | -                  | -                  | -                  |                    | -                  | -                  | 5      | 1      |
| 2012-2013              | Bayern Monaco          | BL                     | 1          | 0          | CG              | -               | -               | -                  | -                  | -                  |                    | -                  | -                  | 1      | 0      |
| Totale Bayern Monaco   | Totale Bayern Monaco   | Totale Bayern Monaco   | 110        | 35         |                 | 8               | 2               |                    | 7                  | 7                  |                    | -                  | -                  | 125    | 44     |
| 2013-2014              | Turbine Potsdam        | BL                     | 21         | 9          | CG              | -               | -               | UWCL               | 6                  | 2                  |                    | -                  | -                  | 27     | 11     |
| 2014-2015              | Turbine Potsdam        | BL                     | 13         | 5          | CG              | 2               | 1               | -                  | -                  | -                  |                    | -                  | -                  | 15     | 6      |
| Totale Turbine Potsdam | Totale Turbine Potsdam | Totale Turbine Potsdam | 34         | 14         |                 | 2               | 1               |                    | 6                  | 2                  |                    | -                  | -                  | 42     | 17     |
| 2014-2015              | Wolfsburg              | BL                     | 6          | 1          | CG              | 2               | 0               | UWCL               | 4                  | 1                  |                    | -                  | -                  | 12     | 1      |
| 2015-2016              | Wolfsburg              | BL                     | 14         | 3          | CG              | 3               | 0               | UWCL               | 4                  | 1                  |                    | -                  | -                  | 21     | 4      |
| 2016-2017              | Wolfsburg              | BL                     | 4          | 0          | CG              | 1               | 0               | UWCL               | 3                  | 0                  |                    | -                  | -                  | 8      | 0      |
| Totale Wolfsburg       | Totale Wolfsburg       | Totale Wolfsburg       | 24         | 4          |                 | 6               | 0               |                    | 13                 | 1                  |                    | -                  | -                  | 43     | 5      |
| 2017-2018              | Friburgo               | BL                     | 18         | 0          | CG              | 2               | 1               | -                  | -                  | -                  | -                  | -                  | -                  | 20     | 1      |
| 2018-2019              | West Ham               | SL                     | 11         | 2          | FC              | 4               | 1               | -                  | -                  | -                  | -                  | -                  | -                  | 15     | 3      |
| 2019-2020              | West Ham               | SL                     | 5          | 0          | FC              | 1               | 0               | -                  | -                  | -                  | -                  | -                  | -                  | 6      | 0      |
| Totale West Ham        | Totale West Ham        | Totale West Ham        | 16         | 2          |                 | 5               | 1               |                    | -                  | -                  |                    | -                  | -                  | 21     | 3      |
| 2020-2021              | Milan                  | A                      | 4          | 0          | CI              | 3               | 0               | -                  | -                  | -                  | SI                 | 1                  | 0                  | 8      | 0      |
| Totale                 | Totale                 | Totale                 | 206        | 55         |                 | 26              | 5               |                    | 26                 | 10                 |                    | 1                  | 0                  | 259    | 70     |

## Palmarès

### Club

#### Titoli nazionali
- Campionato tedesco: 1

Wolfsburg : 2016-2017
- Coppa di Germania: 4

Bayern Monaco: 2011-2012
Wolfsburg: 2014-2015, 2015-2016, 2016-2017
- DFB-Hallenpokal der Frauen: 1

Turbine Potsdam: 2014
- Bundesliga-Cup: 1

Bayern Monaco: 2011

### Nazionale
- Campionato d'Europa under 19: 1

2007